# Litoria majikthise
Litoria majikthise är en groddjursart som beskrevs av Johnston och Richards 1994. Litoria majikthise ingår i släktet Litoria och familjen lövgrodor. IUCN kategoriserar arten globalt som otillräckligt studerad. Inga underarter finns listade i Catalogue of Life.